# 紐瓦克瓦利 (紐約州)
紐瓦克瓦利（英語：Newark Valley）是一個位於美國紐約州泰奧加縣的鎮。

## 人口
根據2020年美國人口普查的數據，紐瓦克瓦利的面積為130.60平方千米，當中陸地面積為130.40平方千米，而水域面積為0.20平方千米。當地共有人口3660人，而人口密度為每平方千米28人。